# Pauh Angit
Pauh Angit is een bestuurslaag in het regentschap Kuantan Singingi van de provincie Riau, Indonesië. Pauh Angit telt 1864 inwoners (volkstelling 2010).